# Ґродзтво (Іновроцлавський повіт)
Ґродзтво (пол. Grodztwo) — село в Польщі, у гміні Крушвиця Іновроцлавського повіту Куявсько-Поморського воєводства.
Населення — 639 осіб (2011).
У 1975-1998 роках село належало до Бидгощського воєводства.

## Демографія
Демографічна структура станом на 31 березня 2011 року:
|          | Загалом | Допрацездатний вік | Працездатний вік | Постпрацездатний вік |
| -------- | ------- | ------------------ | ---------------- | -------------------- |
| Чоловіки | 313     | 72                 | 211              | 30                   |
| Жінки    | 326     | 81                 | 174              | 71                   |
| Разом    | 639     | 153                | 385              | 101                  |